# Kiko Fábregas
Francisco „Kiko“ Fábregas Monegal oder katalanisch Francesc Fàbregas i Monegal (* 14. Oktober 1977 in Barcelona) ist ein ehemaliger spanischer Hockeyspieler. Er gewann 2008 mit der spanischen Nationalmannschaft die olympische Silbermedaille. Er war 1998 Weltmeisterschaftszweiter und 2006 Weltmeisterschaftsdritter sowie 2003 Europameisterschaftszweiter und 2005 Europameister.

## Karriere
Kiko Fábregas debütierte bereits 1996 in der spanischen Nationalmannschaft. Bei der Weltmeisterschaft 1998 in Utrecht belegten die Spanier in der Vorrunde den zweiten Platz hinter den Australiern. Mit einem 3:0-Sieg im Halbfinale gegen die deutsche Mannschaft erreichten die Spanier das Finale, das sie mit 2:3 nach Verlängerung gegen die Niederländer verloren. Im Jahr darauf erreichten die Spanier den fünften Platz bei der Europameisterschaft 1999. Bei den Olympischen Spielen 2000 in Sydney belegten die Spanier den neunten Platz.
Zwei Jahre danach schnitt die spanische Mannschaft bei der Weltmeisterschaft in Kuala Lumpur mit einem elften Platz auch nicht erfolgreich ab. 2003 fand die Europameisterschaft in Barcelona statt. In der Vorrunde belegten die Spanier den zweiten Platz hinter der deutschen Mannschaft, wobei sie im direkten Vergleich mit 2:3 unterlagen. Nach dem Halbfinalsieg über die niederländische Auswahl mit 5:2 trafen die Spanier im Finale erneut auf die deutsche Mannschaft und verloren mit 4:5 im Siebenmeterschießen. 2004 bei den Olympischen Spielen in Athen gewannen die Spanier ihre Vorrundengruppe vor den Deutschen. Nach einer 3:6-Niederlage gegen die australische Mannschaft im Halbfinale trafen die Spanier im Spiel um den dritten Platz wieder auf die Deutschen und unterlagen 3:4 nach Sudden Death in der Nachspielzeit durch ein Tor von Björn Michel.
2005 bei der Europameisterschaft in Leipzig trafen die Spanier im Halbfinale auf die deutsche Mannschaft und gewannen 3:2, im Finale bezwangen sie die Niederländer mit 4:2. Im Jahr darauf fand auch die Weltmeisterschaft 2006 in Deutschland statt und zwar in Mönchengladbach. Die Spanier belegten in der Vorrunde den zweiten Platz hinter den Australiern. Im Halbfinale unterlagen sie den Deutschen nach Siebenmeterschießen, gewannen aber die Bronzemedaille durch ein 3:2 gegen die südkoreanische Mannschaft. 2007 bei der Europameisterschaft in Manchester bezwangen die Spanier im Halbfinale die deutsche Mannschaft nach Verlängerung und Penaltyschießen. Im Finale unterlagen sie den Niederländern mit 2:3. Bei den Olympischen Spielen 2008 unterlagen die Spanier in der Vorrunde den Deutschen mit 0:1, belegten aber den ersten Platz ihrer Vorrundengruppe. Im Halbfinale besiegten die Spanier die Australier mit 3:2. Im Finale trafen sie wieder auf das deutsche Team und verloren mit 0:1.
Der Defensivspieler Kiko Fábregas spielte in der spanischen Liga für den Real Club de Polo de Barcelona, den spanischen Meister 2002, 2003, 2007 und 2008. In der Nationalmannschaft und im Verein spielte er mit seinem Cousin Alex Fábregas zusammen. 28 Jahre vor Kikos olympischer Medaille hatte bereits sein Vater Francisco Fábregas eine olympische Silbermedaille erhalten. Dessen Brüder und Kikos Onkel Eduardo Fábregas und Jorge Fábregas nahmen gleichfalls an Olympischen Spielen teil.